# Culex aliciae
Culex aliciae är en tvåvingeart som beskrevs av Duret 1953. Culex aliciae ingår i släktet Culex och familjen stickmyggor. Inga underarter finns listade i Catalogue of Life.